# Francis Brinkley
Francis Brinkley (Condado de Meath, 30 de dezembro de 1841 - Tóquio, 12 de outubro de 1912) foi um proprietário e editor de jornal e académico anglo-irlandês que residiu no Japão durante mais de 40 anos, onde foi autor de numerosos livros sobre a cultura, a arte e a arquitetura japonesas, e de um dicionário inglês-japonês. Também era conhecido como Frank Brinkley ou como o capitão Francis Brinkley, e foi o tio-avô de Cyril Connolly.

## Primeiros anos
Frank Brinkley nasceu em Parsonstown House, no Condado de Meath, em 1841, e foi o décimo terceiro e mais jovem filho de Matthew Brinkley (1797-1855) J.P., em Parsonstown, e sua esposa Harriet Graves (1800-1855). O seu avô paterno, John Brinkley, foi o último bispo de Cloyne e o primeiro astrónomo real da Irlanda, enquanto seu avô materno, Richard Graves, também era membro sénior do Trinity College e decano de Ardagh. Uma das irmãs de Brinkley, Jane (Brinkley) Vernon de Clontarf Castle, era a avó de Cyril Connolly. Outra irmã, Anna, tornou-se condessa viúva de Kingston após a morte do seu primeiro marido, James King, 5º Conde de Kingston, e foi a última pessoa a viver no castelo de Mitchelstown. Através da família de sua mãe, Brinkley era parente de Richard Francis Burton, um distinto linguista que compartilhava a paixão de Brinkley pela cultura estrangeira.
Brinkley foi para a Royal School Dungannon antes de entrar no Trinity College, onde recebeu as melhores notas em matemática e estudos clássicos. Depois de se formar, escolheu uma carreira militar e foi posteriormente aceite na Royal Military Academy, em Woolwich, tornando-se oficial de artilharia. Nesta função, seu primo, Sir Richard Graves MacDonnell, o 6º governador de Hong Kong (1866–1872), convidou-o para o leste para servir como ajudante de campo.
Em 1866, a caminho de Hong Kong, Brinkley visitou Nagasaki e testemunhou um duelo entre dois guerreiros samurais. Uma vez que o vencedor matou o seu oponente, ele imediatamente o cobriu em seu haori e "se ajoelhou com as mãos entrelaçadas em oração". Dizem que Brinkley ficou tão impressionado com a conduta do guerreiro japonês que isso o motivou a viver no Japão permanentemente.

## Vida no Japão
Em 1867, o capitão Brinkley retornou ao Japão para nunca mais voltar para casa. Ligado à legação britânico-japonesa e ainda oficial da Artilharia Real, era adido militar adjunto na embaixada japonesa. Renunciou à comissão em 1871 para assumir o posto de conselheiro estrangeiro para o novo governo Meiji, e ensinou técnicas de artilharia à nova Marinha Imperial Japonesa na Escola de Artilharia Naval. Dominou a língua japonesa logo após a sua chegada, e falava e escrevia bem.
Em 1878 foi convidado para ensinar matemática no Imperial College of Engineering, que mais tarde se tornou parte da Universidade Imperial de Tóquio, permanecendo neste cargo por dois anos e meio.
No mesmo ano casou com Yasuko Tanaka, filha de um ex-samurai do clã Mito. Os casamentos inter-raciais podiam ser registrados sob a lei japonesa de 1873. Brinkley procurou, mas recebeu a permissão da Legação Britânica para registar seu casamento, a fim de que a sua esposa pudesse ter indiscutível reivindicação de nacionalidade britânica (ela perdeu a nacionalidade japonesa ao casar com ele). Lutou contra essa recusa e finalmente conseguiu apelar para o sistema judicial britânico, com a ajuda de alguns amigos influentes. O casal teve duas filhas e um filho, este último chamado Jack Ronald Brinkley (1887-1964).
Em 1881, até à sua morte, possuía e editava o jornal Japan Mail (posteriormente fundido com o Japan Times), recebendo apoio financeiro do governo japonês e, consequentemente, mantendo uma postura pró-japonesa. O jornal talvez tenha sido o jornal de língua inglesa mais influente e lido no Extremo Oriente.
Após a Primeira Guerra Sino-Japonesa, Brinkley tornou-se o correspondente do The Times of London, baseado em Tóquio, e ganhou fama por seus despachos durante a Guerra Russo-Japonesa de 1904-1905. Ele foi premiado com a Ordem do Tesouro Sagrado pelo Imperador Meiji por suas contribuições para as melhores relações anglo-japonesas. Ele também foi consultor da Nippon Yusen Kaisha, a maior linha de navegação do Japão.